# Международные парламентарии Западного Папуа

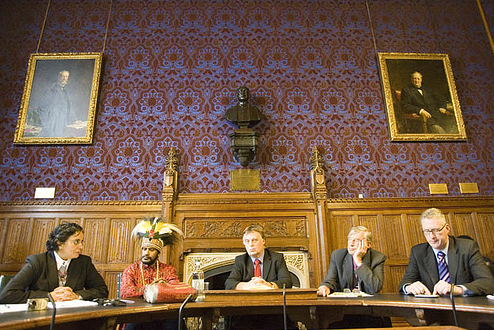
Учреждение Объединения в здании парламента Великобритании. Октябрь 2008 года.

Международные парламентарии Западного Папуа (англ. International Parliamentarians for West Papua, IPWP) – межпартийное политическое объединение политиков со всего мира, поддерживающих право на самоопределение народа Западного Папуа.

## История
Объединение было учреждено в здании Британского парламента в Лондоне 15 октября 2008 года. В числе выступавших на мероприятии были Международный адвокат по правам человека Мелинда Янки, представители Великобритании, Западного Папуа, Папуа – Новой Гвинеи, Вануату, организации Tapol.
Дальнейшая деятельность по продвижению Объединения была проведена в Порт-Морсби в Папуа – Новой Гвинее в сентябре 2009 года и в Европейском парламенте в Брюсселе в январе 2010 года.
Объединение было создано депортированным активистом движения за независимость Западного Папуаса Бенни Вендой и возглавляется членами британской Лейбористской партии Эндрю Смитом и Ричардом Харрисом. Смит также является председателем Парламентской группы Всех партий Западного Папуа. Основной целью Объединения является развитие международной поддержки и осведомлённости о движении за независимость Западного Папуаса. Объединение берёт в качестве своей модели аналогичную группу, которая помогла развитию движения за независимость Восточного Тимора.
К 2009 году в состав Объединения вошли пятьдесят парламентариев из таких стран, как Папуа – Новая Гвинея, Австралия, Швеция, Новая Зеландия, Вануату, Чехия и Великобритания. В феврале 2012 года австралийское правительство официально отказалось от встречи Объединения, которая состоялась в Канберре, заявив, что Австралия остаётся "полностью приверженной территориальной целостности и национальному единству Индонезии".

## Международные юристы Западного Папуа
Также были обнародованы планы создать ещё один орган под названием Международные юристы Западного Папуа, для работы совместно с Объединением, а также разработки и координации поддержки в правовой сфере в Западном Папуа. Запуск этого проекта состоялся в апреле 2009 года в Гайане.